# Rubus okamotoanus
Rubus okamotoanus är en rosväxtart som beskrevs av Gen-Iti Koidzumi. Rubus okamotoanus ingår i släktet rubusar, och familjen rosväxter. Inga underarter finns listade i Catalogue of Life.